# Кубок КОНІ 1927
Кубок КОНІ 1927 (італ. Coppa CONI 1927) — перший розіграш втішного футбольного турніру, що проводився Національним олімпійським комітетом Італії (італ. Comitato Olimpico Nazionale Italiano, C.O.N.I.) для команд, що не потрапили до фінального турніру національного чемпіонату.

## Історія
До фінального турніру чемпіонату Італії 1926—1927 вийшло шість команд, по три кращих з груп А та В. 14 клубів, що зайняли у своїх групах місця з 4 по 10, взяли участь у втішному Кубку КОНІ. Команди були поділені на дві групи. Переможцями груп стали клуби «Алессандрія» і «Казале», які у фіналі з двох матчів виявили володаря турніру. Перемогу здобула «Алессандрія» (1:1, 2:1).

## Група А
| Місце | Команди             | О  | І  | В | Н | П | МЗ | МП |
| ----- | ------------------- | -- | -- | - | - | - | -- | -- |
| 1.    | «Алессандрія»       | 18 | 10 | 8 | 2 | 0 | 38 | 12 |
| 2.    | «Ліворно» (-1)      | 9  | 10 | 4 | 2 | 4 | 21 | 18 |
| 2.    | «Наполі»            | 9  | 10 | 3 | 3 | 4 | 12 | 19 |
| 2.    | «Брешія»            | 9  | 10 | 3 | 3 | 4 | 16 | 24 |
| 5.    | «Альба Рома»        | 7  | 10 | 2 | 3 | 5 | 15 | 21 |
| 6.    | «Андреа Дорія» (-1) | 6  | 10 | 3 | 1 | 6 | 15 | 23 |

## Група В
| Місце | Команди                | О  | І  | В | Н | П  | МЗ | МП |
| ----- | ---------------------- | -- | -- | - | - | -- | -- | -- |
| 1.    | «Казале»               | 18 | 12 | 8 | 2 | 2  | 27 | 15 |
| 2.    | «Кремонезе»            | 16 | 12 | 7 | 2 | 3  | 28 | 13 |
| 2.    | «Фортітудо Про-Рома»   | 16 | 12 | 7 | 2 | 3  | 24 | 14 |
| 4.    | «Модена»               | 14 | 12 | 5 | 4 | 3  | 25 | 14 |
| 5.    | «Падова» (-1)          | 8  | 12 | 3 | 3 | 6  | 21 | 24 |
| 5.    | «Верона» (-2)          | 8  | 12 | 4 | 2 | 6  | 16 | 19 |
| 7.    | «Самп'єрдаренезе» (-4) | 0  | 12 | 0 | 1 | 11 | 3  | 35 |

## Фінал
| 10.07.1927 |

| «Казале»   | 1:1        | «Алессандрія» |
| ---------- | ---------- | ------------- |
| Мільявакка | (протокол) | Вів'яно       |

| Казале-Монферрато Арбітр: Альбіно Карраро |

| 24.07.1927 |

| «Алессандрія»            | 2:1        | «Казале»             |
| ------------------------ | ---------- | -------------------- |
| Феррарі 19' Каттанео 22' | (протокол) | 31' (пен.) Калігаріс |

| Алессандрія Арбітр: Акілле Гама |

## Чемпіони
Склад чемпіонів турніру «Алессандрії»:
| Воротар: Каріо Курті (8,-14), Клементе Морандо (4,-3). Захисники: Андреа Вів'яно (12,3), Феліче Коста (10), Нікола Папа (3). Півзахисники: Джузеппе Гандіні (12,1), Луїджі Бертоліні (11), Армандо Лауро (11), Маріо Бруно (1), Оресте Тозіні (1). Нападники: Ренато Каттанео (12, 13), Джованні Феррарі (12, 10), Ельвіо Банкеро (11, 11), Карло К'єріко (9, 1), Едоардо Авалле (9,1), Коррадо Гарільйо (3,1), Ліберо Маркіна (3,1). Тренер: Карло Каркано. |